# Gouvernement de Blochausen
Gouvernement Servais Gouvernement Thilges
Le gouvernement de Blochausen (luxembourgeois : Regierung de Blochausen), est le gouvernement du Luxembourg en fonction du 26 décembre 1874 au 20 février 1885.

## La transition
En décembre 1874, à la surprise générale, Emmanuel Servais demande au prince Henri d’être déchargé de ses fonctions de ministre d’État et de président du gouvernement. Le pays prospère, l’équipe gouvernementale semble bien soudée. Servais justifie sa démission en ces termes dans son autobiographie : « Les inquiétudes que m’a toujours donnée la gestion des affaires de l’État, la lassitude que j’ai ressentie à la suite d’une application constante, pendant sept ans, à des questions que je prenais à cœur, les fortes et injustes préventions auxquelles j’étais en butte et qui me faisaient reprocher les actes les plus répréhensibles, me déterminèrent à me démettre de mes fonctions et à insister pour que ma démission fût acceptée. » Le baron Félix de Blochausen, fils de
l’ancien chancelier d’État pour les affaires du Grand-Duché à La Haye sous Guillaume II, est désigné pour succéder à Emmanuel Servais et former un nouveau gouvernement.

## Composition

### Initiale (26 décembre 1874)
| Portefeuille                                                                        | Titulaire           | Titulaire |
| ----------------------------------------------------------------------------------- | ------------------- | --------- |
| Ministre d'État Président du gouvernement Directeur général des Affaires étrangères | Félix de Blochausen |           |
| Directeur général de l'Intérieur                                                    | Nicolas Salentiny   |           |
| Directeur général des Travaux publics                                               | Victor de Roebé     |           |
| Directeur général de la Justice                                                     | Alphonse Funck      |           |

### Remaniement du 26 avril 1876
- Les nouveaux ministres sont indiqués en gras, ceux ayant changé d'attributions en italique.

Les services ressortissant de la Direction générale de la Justice sont attribués provisoirement aux autres départements.
| Portefeuille                                                                        | Titulaire           | Titulaire |
| ----------------------------------------------------------------------------------- | ------------------- | --------- |
| Ministre d'État Président du gouvernement Directeur général des Affaires étrangères | Félix de Blochausen |           |
| Directeur général de l'Intérieur                                                    | Nicolas Salentiny   |           |
| Directeur général des Travaux publics                                               | Victor de Roebé     |           |

### Remaniement du 7 juillet 1876
- Les nouveaux ministres sont indiqués en gras, ceux ayant changé d'attributions en italique.

| Portefeuille                                                                        | Titulaire           | Titulaire |
| ----------------------------------------------------------------------------------- | ------------------- | --------- |
| Ministre d'État Président du gouvernement Directeur général des Affaires étrangères | Félix de Blochausen |           |
| Directeur général de l'Intérieur                                                    | Nicolas Salentiny   |           |
| Directeur général des Travaux publics                                               | Victor de Roebé     |           |
| Directeur général de la Justice                                                     | Paul Eyschen        |           |

### Remaniement du 6 août 1878
- Les nouveaux ministres sont indiqués en gras, ceux ayant changé d'attributions en italique.

| Portefeuille                                                                        | Titulaire           | Titulaire |
| ----------------------------------------------------------------------------------- | ------------------- | --------- |
| Ministre d'État Président du gouvernement Directeur général des Affaires étrangères | Félix de Blochausen |           |
| Directeur général des Finances                                                      | Victor de Roebé     |           |
| Directeur général de la Justice                                                     | Paul Eyschen        |           |
| Directeur général de l'Intérieur                                                    | Henri Kirpach       |           |

### Remaniement du 21 septembre 1882
- Les nouveaux ministres sont indiqués en gras, ceux ayant changé d'attributions en italique.

Les services ressortissant de la Direction générale des Finances sont attribués provisoirement aux autres départements.
| Portefeuille                                                                        | Titulaire           | Titulaire |
| ----------------------------------------------------------------------------------- | ------------------- | --------- |
| Ministre d'État Président du gouvernement Directeur général des Affaires étrangères | Félix de Blochausen |           |
| Directeur général de la Justice                                                     | Paul Eyschen        |           |
| Directeur général de l'Intérieur                                                    | Henri Kirpach       |           |

### Remaniement du 12 octobre 1882
- Les nouveaux ministres sont indiqués en gras, ceux ayant changé d'attributions en italique.

| Portefeuille                                                                        | Titulaire           | Titulaire |
| ----------------------------------------------------------------------------------- | ------------------- | --------- |
| Ministre d'État Président du gouvernement Directeur général des Affaires étrangères | Félix de Blochausen |           |
| Directeur général de la Justice                                                     | Paul Eyschen        |           |
| Directeur général de l'Intérieur                                                    | Henri Kirpach       |           |
| Directeur général des Finances                                                      | Mathias Mongenast   |           |

## La politique extérieure
Bien que la dissolution de la Confédération germanique et la neutralité conférée par le traité de Londres consacrent l’indépendance politique du Grand-Duché par rapport à l’Allemagne, le pays entre de plus en plus dans l’orbite économique de l’Empire allemand par le biais du
Zollverein. Malgré cette dépendance croissante, le Luxembourg ne participe pas aux délibérations des organes du Zollverein et n’a aucune influence sur l’élaboration de la législation douanière. Aussi le gouvernement entreprend-il des démarches pour obtenir une participation aux prises de décision. Ainsi, Félix de Blochausen suggère à Guillaume III de proposer au gouvernement allemand d’admettre un représentant luxembourgeois au sein du Bundesrat avec voix délibérative sur les affaires douanières. En dépit de l’attitude apparemment favorable de Bismarck, cette démarche diplomatique échoue devant la
résistance des autres puissances signataires du traité de Londres, qui considèrent une telle représentation comme incompatible avec le statut de neutralité.

## La politique intérieure
Le gouvernement Blochausen s’attèlera à la réforme de la justice pénale. Le code pénal en vigueur date de 1810 et ne répond plus aux exigences de l’époque. Deux modèles s’offrent aux réformateurs luxembourgeois : le code allemand de 1870 ou le code belge de 1867. Dans son rapport au prince Henri en 1875, le directeur général de la Justice, Alphonse Funck, préconise l’adoption de la loi belge: « Notre Constitution, nos lois sociales et politiques les plus importantes ont été puisées dans la législation de la Belgique ; nos idées, nos besoins se rapprochent des idées, des besoins qui ont cours chez nos voisins de l’Ouest […]. » Le code pénal belge est finalement introduit au Luxembourg en 1879 avec les adaptations nécessaires. Il élimine les exagérations des théories criminelles fondées exclusivement sur l’expiation et l’utilité, et accorde une place plus importante aux causes de non-responsabilité
et aux circonstances atténuantes.
Le gouvernement Blochausen opère une réforme décisive de l’enseignement primaire. Outrepassant l’opposition des députés conservateurs, il introduit la scolarité obligatoire durant six ans. La loi Kirpach du 20 avril 1881 rend obligatoire la fréquentation de l’école
primaire pour les enfants de 6 à 12 ans. L’absentéisme scolaire était particulièrement répandu dans les régions rurales, où les enfants participaient aux travaux des champs. La réforme donne lieu à des débats véhéments portant sur le rôle de l’État dans la société et sur les relations entre l’Église et l’État. La Constitution prévoit le système de l’école publique unique. Elle impose à l’État le devoir d’organiser l’enseignement. D’autre part, l’Église garde un pouvoir d’immixtion, puisque le curé est d’office membre de la commission scolaire et que
l’instituteur est soumis à sa surveillance.

## La politique économique
Lors des débats parlementaires qui font suite à la faillite de la Banque nationale, le directeur général Paul Eyschen prend la défense du gouvernement en ces termes : « Sans le baron de Blochausen […] près des deux tiers du pays n’auraient jamais eu les chemins de fer qui le
sillonnent aujourd’hui. Sans lui nous aurions aussi eu bien de la peine à réaliser ces améliorations multiples et considérables procurées à l’agriculture, en étendant le réseau des chemins vicinaux, en réformant les races de bétail, en créant une école agricole, en corrigeant et en perfectionnant le régime des eaux. » Sous la férule de Blochausen et du
jeune Eyschen s’opère l’assainissement de l’entreprise chargée de la construction du réseau de ceinture, et ceci grâce notamment à la constitution de la Société anonyme luxembourgeoise des chemins de fer et minières Prince-Henri en 1877. En 1880, le réseau s’étend déjà sur 140 km. À partir de 1880 commence la construction de lignes à voie étroite qui désenclavent les contrées agricoles du Luxembourg et dont les noms populaires de Jhangeli (attribué à diverses lignes), Charly (Luxembourg-Remich) et Benny (Diekirch-Vianden) témoignent du progrès qu’elles représentent aux yeux de la population.
La construction du chemin de fer, l’essor de la sidérurgie, les possibilités d’enrichissement offrent des conditions favorables à l’emballement financier. L’heure est à la spéculation. Le baron de Blochausen s’y laisse entraîner. De son prédécesseur, il a hérité la Banque nationale, qui devait être une banque d’émission luxembourgeoise accordant aussi des crédits. Les critiques avaient mis en garde le gouvernement contre les risques que présente la coexistence de plusieurs instituts d’émission dans un pays de taille réduite. Les entreprises de Norbert Metz et la société Guillaume-Luxembourg, proches de la Banque
internationale, refusent d’accepter les billets de l’organisme concurrent. La Banque nationale connaît bientôt de graves difficultés. Le 26 septembre 1881, elle doit fermer ses guichets. Le premier krach de l’histoire financière du Luxembourg impressionne fortement la population. D’aucuns vont jusqu’à brûler les billets de la Banque nationale sur la place d’Armes. Afin d’atténuer les conséquences sociales, le gouvernement décide de rembourser sur le Trésor public les porteurs de billets de l’établissement en déconfiture. Pour faire face à ces dépenses, il est obligé de contracter un emprunt de trois millions de francs.